# Gabonnachtzwaluw
De gabonnachtzwaluw (Caprimulgus fossii) is een vogel uit de familie van de nachtzwaluwen (Caprimulgidae).

## Verspreiding en leefgebied
De broedgebieden van de gabonnachtzwaluw liggen in Midden- en Zuid-Afrika. De nachtzwaluw lijkt sterk op de Mozambikaanse nachtzwaluw.
De soort telt 3 ondersoorten:
- C. f. fossii: Gabon en zuidwestelijk Congo-Brazzaville.
- C. f. welwitschii: van zuidelijk Congo-Kinshasa en zuidelijk Tanzania tot noordoostelijk Zuid-Afrika.
- C. f. griseoplurus: westelijk Botswana en noordelijk Zuid-Afrika.

## Status
De gabonnachtzwaluw heeft een groot verspreidingsgebied en daardoor is de kans op uitsterven gering. De grootte van de populatie is niet gekwantificeerd. Er is geen aanleiding te veronderstellen dat de soort in aantal achteruit gaat. Om deze redenen staat deze nachtzwaluw als niet bedreigd op de Rode Lijst van de IUCN.